# Michael Faraday
Michael Faraday (Newington Butts, 22. rujna 1791. - Hampton Court, 25. kolovoza 1867.) bio je britanski znanstvenik (fizičar i kemičar) odgovoran za mnoga otkrića na području elektromagnetizma i elektrokemije. Izumio je i prvi oblik naprave koja je kasnije postala poznata kao Bunsenov plamenik, i danas neizostavan dio laboratorijske opreme kao izvor topline. Knjigoveški radnik, laborant, pomoćnik (asistent) H. Davya i njegov nasljednik u Kraljevskom društvu (eng. Royal Society) od 1824. Istraživao difuziju i ukapljivanje plinova, otkrio benzen (1825.). Izrađivao optička stakla. Otkrio elektromagnetsku indukciju (1831.), zakone elektrolize (Faradayevi zakoni elektrolize), dijamagnetizam, izumio zaštitu od djelovanja električnog polja takozvani Faradayev kavez (1836.), uveo pojam magnetskih i električnih polja, te otkrio zakretanje ravnine polarizacije svjetlosti u magnetskom polju (Faradayev učinak). Glavno mu je djelo Eksperimentalna istraživanja elektriciteta (eng. Experimental Researches in Electricity, I–III, 1844. – 1855.). Po njemu je nazvana mjerna jedinica farad (F) za električni kapacitet.

## Početak karijere i djetinjstvo
Michael Faraday rođen je u malom mjestu Newington Butts, u blizini Londona. Živio je u siromašnoj obitelji pa se morao sam obrazovati. S četrnaest godina postao je zamjenik knjigovođe i prodavača imena George Ribeau. U sedam godina rada pročitao je mnogo knjiga i razvio interes za znanost, a posebno za elektricitet.
S devetnaest godina Faraday je studirao kod priznatih kemičara Sir Humphryja Davyja, predsjednika Kraljevskog društva i Johna Tatuma osnivača Filozofskog društva Cityja. Nakon što je Faraday poslao Davyju svoju knjigu, svojevrsnu kompilaciju vlastitih bilježaka s njihovih predavanja, Davy mu je odgovorio s puno hvale i potpore te mu rekao da će ga ubuduće imati u vidu, no da se zasad još uvijek drži knjigovodstva. Pošto je Davy oštetio vid pri pokusu s dušikovim trikloridom poznatijim kao trikloramin, postavio je Faradaya za tajnika. Kad je John Payne iz Kraljevskog društva dobio otkaz, Davy je predložio Faradaya kao laboratorijskog asistenta i njegovu zamjenu.
U engleskom društvu 19. stoljeća kada su staleške i klasne razlike bile važne, Faradaya se nije smatralo džentlmenom. Govorilo se čak da je Davyjeva žena Jane Apreece Faradaya tretirala kao seljaka, te ga je tjerala da sjedi sa služinčadi. No ne zadugo, Faraday će kao znanstvenik zauvijek nadmašiti Davyja.

### Znanstvena karijera
Njegovi najveći i najpoznatiji radovi bili su s elektricitetom. Otkrića danskog kemičara pod imenom Hans Christian Ørsted potaknula su Davyja i Wollastona da 1821. pomoću Ørstedovog elektromagnetizma pokušaju konstruirati električni motor, no u tome nisu uspjeli. Faraday je nakon diskusije s njima dvojicom počeo raditi na dva stroja koja su radila na principu takozvane elektromagnetske rotacije: neprestane kružne rotacije oko kružne magnetske sile zavezane oko žice. Žica koja ga produžuje u živu s magnetom unutra rotirala bi se oko magneta pomoću struje iz električne baterije. Taj izum poznat je kao homopolarni motor. Ovi su pokusi i izumi bili osnova moderne elektromagnetske tehnologije. No onda je počinio pogrešku. Svoj pokus je izdao prije pokazivanja Wollastonu i Davyu, što je završilo njegovim povlačenjem iz područja elektromagnetizma na nekoliko godina.
Nakon deset godina, 1831. započela je serija njegovih pokusa u kojoj je otkrio elektromagnetsku indukciju, no taj pokus zasjenjen je otkrićem drugog znanstvenika, Francesca Zantedeschija. On je otkrio da ako provuče magnet kroz krug od žice, magnet će se zadržati u sredini kruga. Njegovi pokusi pokazali su da ako mijenjamo magnetsko polje dobivamo električno polje. Ova je teorija matematički nazvana Faradayev zakon, a kasnije je postala jedna od četiri Maxwellovih jednadžbi. To je na kraju generalizirano i nazvano teorija polja. Faraday je to iskoristirao da konstruira električni dinamo, preteču modernog električnog generatora.  
Faraday je govorio da se elektromagnetski valovi šire u praznom prostoru vodiča, no taj pokus nikad nije dovršio. Faradayev koncept linija koje su bile uočljive iz elektrificiranih tijela i magneta omogućio je pregled električnih i magnetskih polja. Taj mentalni model bio je prekretnica zaslužna za uspješno konstruiranje elektromehaničkih strojeva koji su dominirali u inženjerstvu 19. stoljeća.
Faraday se bavio i kemijom, otkrivši nove supstance, oksidacijske brojeve i način kako plinove pretvoriti u tekućinu. Također je otkrio zakone elektrolize i popularizirao pojmove anoda, katoda, elektroda i ion.
Godine 1845. otkrio je ono što danas nazivamo Faradayev učinak i pojavu imenovan diamagnetizam. Smjer polarizacije linearno polariziranog svjetla propušten kroz materijalnu sredinu može biti rotiran pomoću aplikacije vanjskog magnetskog polja postavljenog u pravom smjeru. U svoj znanstveni dnevnik je napisao:
To je dokazalo vezu između magnetizma i svjetlosti.
U radu sa statičnim elektricitetom, Faraday je pokazao da se struja pomiče na vanjski dio električnog vodiča i da vanjska struja neme nikakve veze s unutrašnjosti vodiča. To je jer vanjski dio se napaja strujom i uzrokuje unutrašnjost da se ugasi. Taj se učinak naziva Faradayev kavez.

### Ostalo
Faraday je imao seriju uspješnih predavanja iz kemije i fizike na Kraljevskom institutu, nazvana The Chemical History of a Candle. To je bio početak Božićnih predvanja mladim ljudima koja se i danas održavaju.
Faraday je poznat po svojim izumima i praktičnim pokusima, ali nije bio obrazovan u matematici. No u suradnji s Maxwellom, njegovi su patenti prevedeni u matematički jezik. Poznat je po tome što je odbio vitešku titulu sir i predsjedništvo Kraljevskog društva (nekadašnju Davyjevu poziciju).
Njegova slika tiskana je na novčanici od 20 funti.
Njegov sponzor i učitelj bio je John 'Mad Jack' Fuller, osnivač zakladne profesure kemije (Fullers Professorship of Chemistry) na Kraljevskom institutu. Faraday je bio prvi i najpoznatiji fulerijanski profesor, položaj koji je držao doživotno.
Faraday je bio vrlo pobožan i član Škotske (prezbiterijanske) crkve. Služio je crkvi kao stariji član i držao mise. 
Faraday se 1821. oženio Sarom Barnard, no nisu imali djece. Upoznali su se u Sandemanijskoj crkvi, jednom od ogranaka Škotske crkve.
Preminuo je u svojoj kući u Hampton Court, 25. kolovoza 1867.

## Doprinosi

### Faradayev zakon indukcije
Faradayev zakon indukcije ili Faraday-Lenzov zakon elektromagnetske indukcije je osnovni zakon elektromagnetizma, a jednadžba glasi:
{\displaystyle {\mathcal {E}}=-{{d\Phi _{B}} \over dt}}.
Inducirana elektromotorna sila u zatvorenoj konturi jednaka je negativnoj promjeni obuhvaćenog magnetskog toka kroz konturu.

### Faradayev učinak
Faradayev učinak ili Faradayev efekt je pojava magnetske rotacije polarizirane svjetlosti koju je M. Faraday otkrio 1845. Pri prolazu polarizirane svjetlosti kroz neko sredstvo u smjeru usporednom s magnetskim poljem dolazi do zakretanja ravnine polarizacije. Kut zakretanja ovisi o jakosti magnetskoga polja, o duljini puta svjetlosti u magnetskom polju, o frekvenciji svjetlosti i o naravi i temperaturi sredine kroz koju prolazi polarizirana svjetlost.

### Faradayev kavez
Faradayev kavez je zatvorena metalna mreža ili metalni oklop koji štiti predmete ili ljude u svojoj unutrašnjosti od djelovanja električnih polja. Električni naboj doveden na kavez uvijek se razmješta na njegovoj površini, tako da je unutarnje električno polje uvijek jednako nuli bez obzira na polja i naboje izvan kaveza. U kavez ne prodiru ni radio valovi. Koristi se za zaštitu u laboratorijima i industriji. Izumio ga je M. Faraday 1836.

### Faradayevi zakoni elektrolize
Faradayevi zakoni elektrolize su dva fizikalna zakona kojima je M. Faraday opisao proces elektrolize. Prema prvom zakonu elektrolize, masa tvari nataložena na elektrodi pri elektrolizi razmjerna je umnošku kostantne električne struje i vremena u kojem je ona tekla kroz elektrolit. Prema drugom zakonu masa različitih tvari nataložena na elektrodi pri elektrolizi razmjerna je količniku molarne mase i električnoga naboja iona tvari. Zakoni se mogu izraziti jednom jednadžbom: 
{\displaystyle m={M\cdot I\cdot t \over e\cdot N_{A}\cdot z}}
gdje je: m - masa nataložene tvari (g), M - molarna masa (g/mol), I - jačina električne struje (A), t - vrijeme protjecanja električne struje (s), e - elementarni električni naboj (1,602 176 487·10−19 C), NA - Avogadrova konstanta (6,0221412 x 1023 mol-1), z - valencija iona tvari.